# Heilige-Familiekerk (Montegnée)

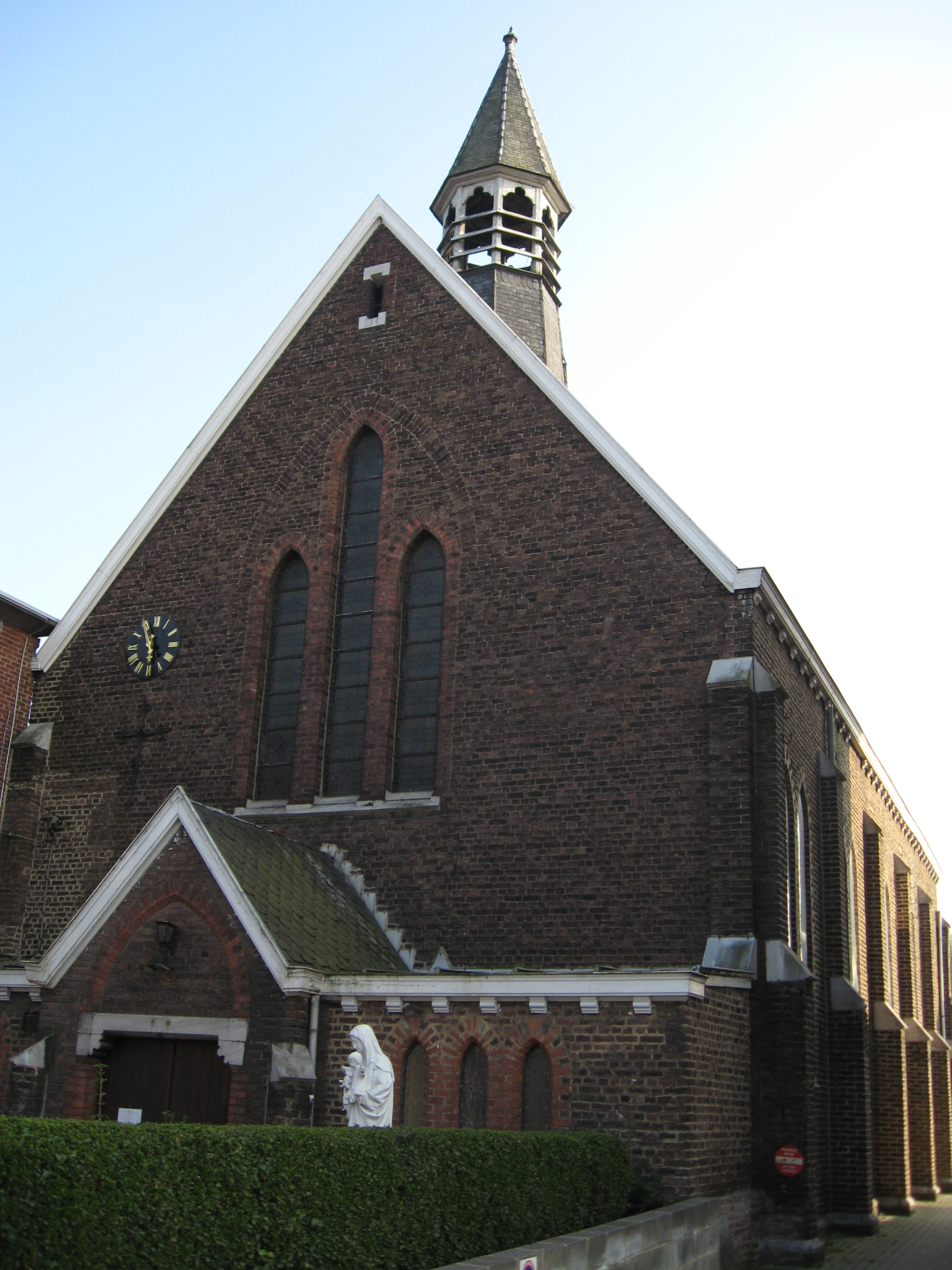
Heilige-Familiekerk

De Heilige-Familiekerk is een kerkgebouw te Montegnée, gelegen nabij Chaussée Churchill 53.
Het betreft een bakstenen neogotische zaalkerk uit 1932 onder zadeldak, voorzien van een dakruiter en een verlaagd koor met driezijdige afsluiting. Het ontwerp was van de architecten Ghilain en Delbœuf.
De kerk is eigendom van de Aalmoezeniers van de Arbeid die al in 1903-1904 een kapel hadden opgericht.